# Săveni
Săveni là một thị xã thuộc hạt Botoșani, România. Dân số thời điểm năm 2002 là 8177 người.